# Все в семье
Все в семье (англ. All in the Family) — американский комедийный телесериал, который транслировался на CBS с 12 января 1971 года по 8 апреля 1979 года. За это время было снято 208 эпизодов, разделённых на девять сезонов. Шоу фокусировалось на семействе Банкеров: ненавидящем всё и всех Арчи, его наивной жене Эдит и их дочери.
Шоу было основано на британском сериале Till Death Us Do Part. Несмотря на то, что адаптация стала на порядок мягче оригинала, шоу всё равно достигло известности как показывающее то, что ранее не затрагивалось в ситкомах: такие темы, как расизм, гомосексуальность, права женщин, изнасилования, выкидыши, аборты, рак, война во Вьетнаме, менопауза и импотенция.
All in the Family стал первым телешоу, которое пять лет последовательно находилось на вершине рейтинговой таблицы года, с 1971 по 1976 год. Он занимает четвёртое место в списке «Пятидесяти величайших телешоу всех времён по версии TV Guide».
Кроме того All in the Family является первой комедией, и всего одной из трёх, в которой все основные актёры выиграли премии «Эмми». Две других это «Золотые девочки» и «Уилл и Грейс». В общей сложности сериал выиграл 22 премии «Эмми», а также восемь премий «Золотой глобус».